# Ernst Ruska
Ernst August Friedrich Ruska (25 de dezembro de 1906 - 27 de maio de 1988) foi um físico alemão que ganhou o Prêmio Nobel de Física em 1986 por seu trabalho em óptica de elétrons, incluindo o projeto do primeiro microscópio eletrônico.

## Vida e carreira
Ernst Ruska nasceu em Heidelberg, Alemanha. Ele foi educado na Universidade Técnica de Munique de 1925 a 1927 e depois entrou na Universidade Técnica de Berlim, onde postulou que microscópios usando elétrons, com comprimentos de onda 1 000 vezes menores do que os da luz, poderiam fornecer uma imagem mais detalhada de um objeto do que um microscópio que utiliza luz, em que a ampliação é limitada pelo tamanho dos comprimentos de onda. Em 1931, ele demonstrou que uma bobina magnética poderia atuar como uma lente de elétrons e usou várias bobinas em uma série para construir o primeiro microscópio eletrônico em 1933.

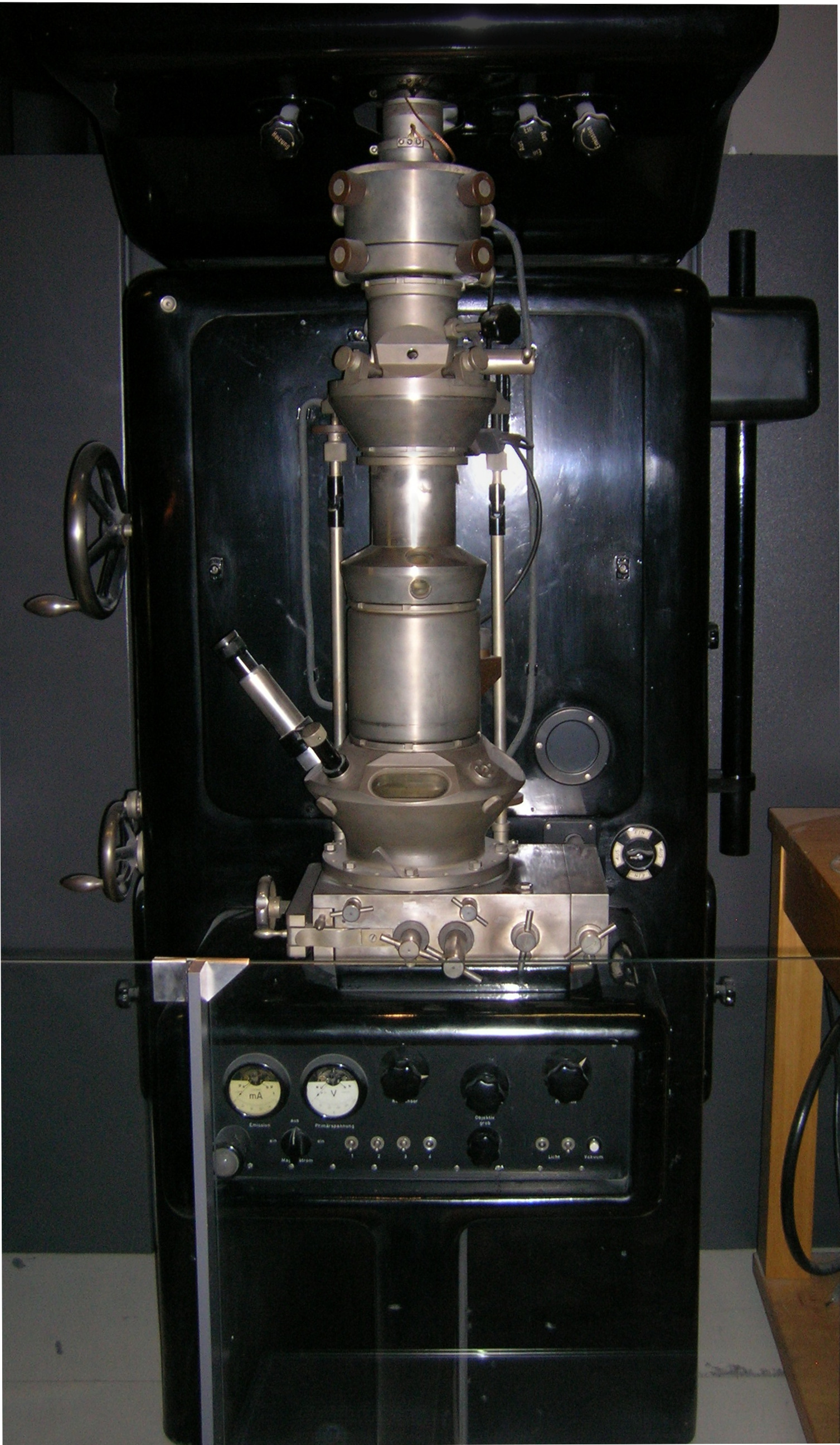
Microscópio eletrônico construído por Ernst Ruska em 1933

Após completar seu PhD em 1933, Ruska continuou a trabalhar na área de óptica de elétrons, primeiro na Fernseh AG em Berlin-Zehlendorf, e depois a partir de 1937 na Siemens-Reiniger-Werke AG. Na Siemens, ele esteve envolvido no desenvolvimento do primeiro microscópio eletrônico produzido comercialmente em 1939. Além de desenvolver a tecnologia da microscopia eletrônica enquanto estava na Siemens, Ruska também trabalhou em outras instituições científicas e incentivou a Siemens a criar um laboratório para pesquisadores visitantes, que foi inicialmente chefiado pelo irmão de Ruska, Helmut, um médico que desenvolveu o uso do microscópio eletrônico para aplicações médicas e biológicas.
Depois de deixar a Siemens em 1955, Ruska atuou como diretor do Instituto de Microscopia Eletrônica do Instituto Fritz Haber até 1974. Ao mesmo tempo, ele serviu no instituto e como professor na Universidade Técnica de Berlim de 1957 até sua aposentadoria em 1974. Em 1960 ele ganhou o Prêmio Lasker. Em 1986, ele recebeu metade do Prêmio Nobel de Física por suas muitas realizações em óptica eletrônica; GGerd Binnig e Heinrich Rohrer ganharam um quarto cada um por seu projeto do microscópio de tunelamento de varredura. Ele morreu em Berlim Ocidental em 1988.
O asteróide 1178 Irmela descoberto por Max Wolf leva o nome de sua esposa Irmela, que era sobrinha de Max Wolf.

## Publicações (seleção)
- E. Ruska: Über eine Berechnungsmethode des Kathodenstrahloszillographen auf Grund der experimentell gefundenen Abhängigkeit des Schreibfleckdurchmessers von der Stellung der Konzentrierspule. Studienarbeit Technische Hochschule Berlin, Lehrstuhl für Hochspannungstechnik, eingereicht am 10.5.1929
- E. Ruska: Untersuchung elektrostatischer Sammelvorrichtungen als Ersatz der magnetischen Konzentrierspulen beim Kathodenstrahloszillographen. Diplomarbeit, Technische Hochschule Berlin, Lehrstuhl für Hochspannungstechnik, eingereicht am 23.12.1930
- E. Ruska und M. Knoll: Die magnetische Sammelspule für schnelle Elektronenstrahlen. In: Z. techn. Physik. Band 12, 1931, S. 389–400 und 448. eingegangen am 28.4.1931
- M. Knoll und E. Ruska: Das Elektronenmikroskop. In: Zeitschrift für Physik. Band 78, 1932 S. 318–339 eingegangen am 16.6.1932
- E. Ruska: The Electron Microscope as Ultra-Microscope. In: Research and Progress. Band 1, Januar 1935, S. 18–19
- E. Ruska: Über den Aufbau einer elektronenoptischen Bank für Versuche und Demonstrationen. In: Z. wiss. Mikroskopie. Band 60, 1952, S. 317–328
- E. Ruska: Erinnerungen an die Anfänge der Elektronenmikroskopie. Festschrift Verleihung des Paul-Ehrlich- und Ludwig-Darmstaedter-Preises 1970, Heft 66, S. 19–34. Gustav-Fischer-Verlag, Stuttgart
- E. Ruska: Das Entstehen des Elektronenmikroskops und der Elektronenmikroskopie. Nobel-Vortrag. In: Physikalische Blätter. Band 43, 1987, S. 271–281 bzw. Rev. Mod. Physics. Band 59, 1987, S. 627–638